# Tipula (Lunatipula) leto
Tipula (Lunatipula) leto is een tweevleugelige uit de familie langpootmuggen (Tipulidae). De soort komt voor in het Palearctisch gebied.